# Mauves
Mauves é uma comuna francesa na região administrativa de Auvérnia-Ródano-Alpes, no departamento de Ardèche. Estende-se por uma área de 7,05 km². Em 2010 a comuna tinha 1 206 habitantes (densidade: 171,1 hab./km²).